# Leandro Silva (futbolista uruguayo)
Leandro Silva (nacido en Montevideo, Uruguay, el 13 de marzo de 1987) es un futbolista profesional que se desempeña en el terreno de juego como mediocampista ofensivo y delantero. Su actual equipo es el Club Atlético Pantoja de la Liga Dominicana de  Fútbol. 

## Clubes
| Club               | País                 | Año           |
| ------------------ | -------------------- | ------------- |
| River Plate B      | Uruguay              | 2005 - 2006   |
| River Plate        | Uruguay              | 2006 - 2008   |
| Tacuarembó FC      | Uruguay              | 2008 - 2009   |
| River Plate        | Uruguay              | 2009 - 2011   |
| Bella Vista        | Uruguay              | 2011 - 2012   |
| Cartaginés         | Costa Rica           | 2013-2014     |
| Universidad O&M FC | República Dominicana | 2015-presente |